# Ulei de argan

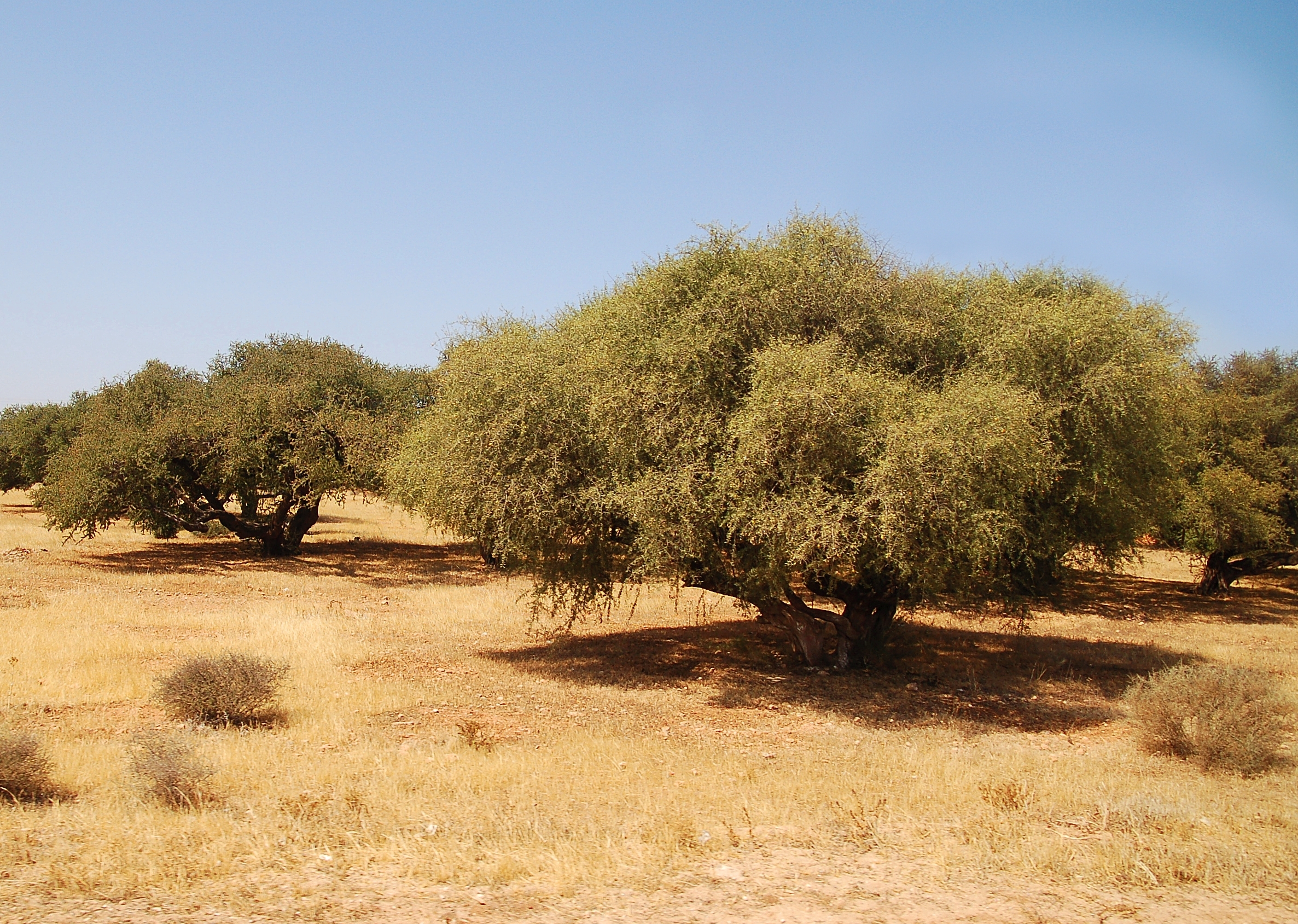
Plantație de copaci de argan.

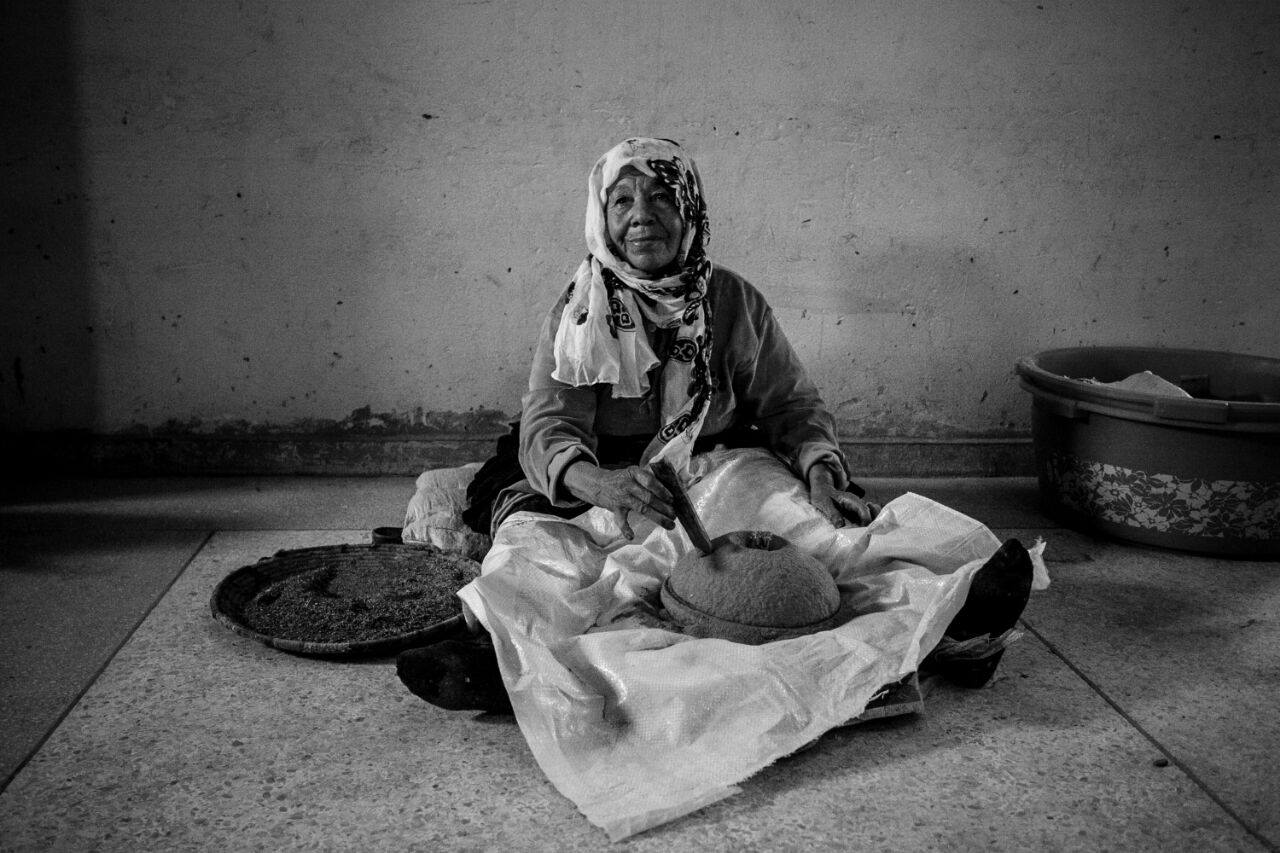
Ulei de argan (Maroc).

Uleiul de argan este un ulei vegetal care se extrage din miezul copacului de argan (Argania spinosa), endemic din Maroc. 